# Jai Bir Rai
Jai Bir Rai (n. 1973) es un político butanés perteneciente al partido Druk Nyamrup Tshogpa. Desde octubre de 2018 se desempeña como asambleísta nacional, y desde noviembre de ese año, como Ministro de Educación.

## Formación
Rai se graduó de la Escuela de Administración de Maastricht, en los Países Bajos, y recibió una Maestría en Administración de Empresas (programa de investigación, especializado en Contabilidad y Finanzas).

## Trayectoria

### Carrera profesional
Previo a su ingreso en la política, se desempeñó como director ejecutivo, consultor en jefe, y jefe de finanzas de la Universidad Real de Bután, el Hospital Nacional de Referencia de Timbu y el Ministerio de Agricultura.

### Carrera política
Militante de Druk Nyamrup Tshogpa (DNT), fue electo miembro de la asambleísta nacional por la circunscripción electoral de Phuentsholing en las elecciones de 2018. Obtuvo 5.586 votos, y logró derrotar a Tashi de Druk Phuensum Tshogpa.
El 3 de noviembre, Lotay Tshering lo nombró para formar parte del gobierno, como Ministro de Educación. El 7 de noviembre, prestó juramento como miembro del Lhengye Zhungtshog.